# 川霧の橋
『霧の橋』（かわぎりのはし）は、宝塚歌劇団で演じられた舞台作品。
原作は、山本周五郎の作品『柳橋物語』と『ひとでなし』。脚本・演出は柴田侑宏。
運命に弄ばれながらも、懸命に生きる若者たちの姿を描く。

## 公演データ

### 1990年
形式名は「江戸切絵」。15場。
月組が1990年8月9日から9月18日（新人公演：8月24日）に宝塚大劇場で、同年12月2日から12月26日（新人公演：12月11日）に東京宝塚劇場で上演した。併演はミュージカル・レビュー『ル・ポアゾン　愛の媚薬』。
月組トップコンビ、剣幸・こだま愛の宝塚さよなら公演。

### 2021年
月組が2021年10月11日から11月3日まで博多座で上演した。併演はスーパー・ファンタジー『Dream Chaser －新たな夢へ－』。
月組トップコンビ、月城かなと・海乃美月のお披露目公演。

## あらすじ
平穏な生活に営んでいた若者たちが、大火を機に大きな運命の流れに弄ばれながらも懸命に生きていく姿を、情趣豊かな江戸隅田川界隈の風景の中で感動的に描いた作品。杉田屋の大工の幸次郎は、研ぎ職・源六の孫のお光を想っていたが、幸次郎に跡継ぎの座を奪われた清吉が、先手を打ってお光に嫁になってくれと申し出たのである。そんな中、江戸の下町に大火が見舞う。

## スタッフ

### 1990年(スタッフ)
※氏名の後ろに「宝塚」、「東京」の文字がなければ両劇場共通。
- 作曲・編曲：寺田瀧雄
- 編曲：吉田優子
- 音楽指揮：岡田良機（宝塚）、伊沢一郎（東京）
- 振付：尾上菊之丞
- 装置：大橋泰弘
- 装置補：阪本保
- 衣装：中川菊枝
- 照明：今井直次
- 小道具：榎本満春
- 効果：川ノ上智洋
- 音響監督：松永浩志
- 太鼓指導：西川啓光
- 演出補：正塚晴彦
- 演出助手：木村信司
- 舞台進行：田中利邦
- 制作：飯島健
- 製作担当：長谷山太刀夫（東京）

## 主な登場人物
- 幸次郎 - 大工の棟梁家・杉田屋の次期棟梁。
- お光 - 研ぎ職人・源六の孫娘。
- 半次 - 幸次郎の後見人。
- 清吉 - 幸次郎の後見人。

## 配役
※（）は新人公演の配役。氏名の前に「宝塚」、「東京」の文字がなければ両劇場共通。不明点は空白とする。
|                    | 1990年月組 （劇場：宝塚・東京）                               | 2021年月組 （劇場：博多座） |
| ------------------ | ------------------------------------------------------------- | --------------------------- |
| 幸次郎             | 剣幸 （天海祐希）                                             | 月城かなと                  |
| お光               | こだま愛 （麻乃佳世）                                         | 海乃美月                    |
| 半次               | 涼風真世 （真織由季）                                         | 鳳月杏                      |
| 清吉               | 天海祐希 （大海ひろ）                                         | 暁千星                      |
| お組               | 朝凪鈴 （宝塚：朝吹南、東京：羽根知里）                       | 天紫珠李                    |
| 小りん             | 紫とも （蘭玲花）                                             | 晴音アキ                    |
| 源六               | 汝鳥伶 （真山葉瑠）                                           | 光月るう                    |
| 巳之吉             | 愛川麻貴 （若木萌）                                           | 夢奈瑠音                    |
| お蝶               | 京三紗 （毬菜友）                                             | 夏月都                      |
| 扇寿恵             | 恵さかえ （夏妃真美）                                         | 京三紗                      |
| お常               | 邦なつき （暁なぎさ）                                         | 梨花ますみ                  |
| 菊三               | 大峯麻友                                                      | 朝陽つばさ                  |
| お千代             | 宝塚：朝吹南、東京：羽根知里 （宝塚：花丘美幸、東京：朝吹南） | 蘭世惠翔                    |
| およし             | 麻乃佳世 （時由布花）                                         | 結愛かれん                  |
| 辰吉               | 久世星佳 （越はるき）                                         | 英かおと                    |
| 杉太郎             | 若央りさ （いつき吟夏）                                       | 蓮つかさ                    |
| 吉三郎             | 波音みちる （鷹悠貴）                                         | 甲海夏帆                    |
| 鶴吉               | いつき吟夏 （卯城薫）                                         | 毬矢ソナタ                  |
| 徳二郎             | 真織由季 （高千穂舞）                                         | 瑠皇りあ                    |
| 弥太               | 大海ひろ （美郷真也）                                         | -                           |
| 権二郎             | 葵美哉                                                        | 春海ゆう                    |
| 嘉兵衛             | 旭麻里                                                        | -                           |
| 勘十               | 幸風イレネ                                                    | 空城ゆう                    |
| おりく             | 梨花ますみ                                                    | 姫咲美礼                    |
| お甲               | 舞希彩 （夏河ゆら）                                           | 麗泉里                      |
| かげ歌ソロ<第15場> | 宝塚：星野瞳、東京：羽根知里                                  | -                           |